# Проспект Свободи (Київ)
Проспе́кт Свобо́ди — проспект у Подільському районі міста Києва, житлові масиви Виноградар, Вітряні гори. Пролягає від проспекту Європейського Союзу до проспекту Георгія Гонгадзе і вулиці Косенка.
Прилучаються вулиці Межова, Світлицького, Муси Джаліля і проспект Василя Порика.

## Історія
Проспект запроєктований під сучасною назвою у 1971 році по старій дорозі в напрямку села Мощун, яка й донині частково збереглася у лісі в місцевості Пуща-Водиця. Прокладання і забудову проспекту розпочато у 1975 році на відрізку між вулицями Межовою та Косенка. До початку 1980-х років продовжений до теперішніх розмірів крізь стару забудову (остаточно знесена у 1-й половині 1980-х років). Частину проспекту Свободи між вулицями Межовою та Світлицького складав провулок Собінова.